# Джозеф Мбонг
Джозеф Мбонг (мальт. Joseph Mbong, нар. 15 липня 1997, Лагос, Нігерія) — мальтійський футболіст нігерійського походження, нападник клубу «Хамрун Спартанс» та національної збірної Мальти.

## Клубна кар'єра
Джозеф Мбонг народився у Нігерії у місті Лагос. У віці двох років Джозеф разом з родиною перебрався на Мальту, куди запросили його батька - професійного футболіста. Сам батько до кінця кар'єри захищав кольори клубу «Гіберніанс». Згодом і Джозеф вступив до академії цього клубу.
У 2014 році Джозеф був на перегляді в англійському клубі «Болтон Вондерерз» але його кандидатуру не прийняли і футболіст повернувся на Мальту, де у складі клубу «Гіберніанс» дебютував на професійному рівні. У 2017 році Мбонг знаходився в оренді у хорватському «Інтері» з Запрешича. Але в першій команді не зіграв жодного матчу.
У 2020 році футболіст перейшов до клубу «Хамрун Спартанс».

## Збірна
У 2014 році у складі юнацької збірної Мальти (U-17) Джозеф Мбонг брав участь у домашній першості Європи для футболістів віком до 17 - ти років. Збірна Мальти програла всі матчі але сам Джозеф став першим мальтійським футболістом, який відмітився забитим голом у фінальному тірнірі.
У березні 2018 року Джозеф Мбонг дебютував у національній збірній Мальти. У національній команді Джозеф грає разом з молодшим братом Паулем, нападником клубу «Біркіркара».

## Титули і досягнення
- Чемпіон Мальти (5):

«Гіберніанс»: 2014-15
«Хамрун Спартанс»: 2020-21, 2022-23, 2023-24, 2024-25
- Володар Суперкубка Мальти (3):

«Гіберніанс»: 2015
«Хамрун Спартанс»: 2023, 2024